# Trichopterna rotundiceps
Trichopterna rotundiceps är en spindelart som beskrevs av Denis 1962. Trichopterna rotundiceps ingår i släktet Trichopterna och familjen täckvävarspindlar.
Artens utbredningsområde är Tanzania. Inga underarter finns listade i Catalogue of Life.